# Изабела од Кастиље, војвоткиња од Јорка
Изабела од Кастиље, војвоткиња од Јорка (1355 — 23. децембар 1392.) је била ћерка краља Педра I од Кастиље и његове љубавнице Марије де Падиље. Са старијом сестром Констанцом је отишла у Енглеску када се она удала за Јована од Гана, првог војводе Ланкастера. Изабела се удала за Јовановог брата Едмунда од Ланглија, првог војводу Јорка.

## Живот
Изабела је била најмлађа од три ћерке Педра I, краља Кастиље, и његове најдраже љубавнице, Марије де Падиље. Изабелу, као потомка Заиде од Севиље, неки генеалози наводе као потомка пророка Мухамеда. Исти генеалози сматрају да се на тај начин може успоставити веза између Мухамеда и дела британског племства и краљевске породице, јер Изабелина деца су припадала династији Плантагенет.
Јован од Гана, четврти син Едварда III, се 21. септембра 1371. године оженио Изабелином старијом сестром Констанцом, која је од смрти њиховог оца 1369. године претендовала на престо Кастиље. Изабела је пошла са сестром у Енглеску и 11. јула 1372. године, са око 17 година, удала се за млађег брата Јована од Гана, Едмунда од Ланглија, првог војводу Јорка и петог сина Едварда III и Филипе од Еноа. Венчање је извршено у Волингфорду, у Оксфордширу. Овај брак је представљао део династичког савеза склопљеног ради јачања права династије Плантагенет на кастиљски престо.
Због индискретности, која се манифестовала и везом између Изабеле и Јована Холанда, првог војводе Ексетера и брата краља Ричарда II, Изабела је запамћена у негативном светлу. Њен неморал је истакао аналиста Томас Волсингем. Постоји могућност да је Холанд био отац Ричарда од Конисбурга, Изабелиног омиљеног сина.
У свом тестаменту, Изабела је за свог наследника одредила краља Ричарда, али је од краља тражила да њеном сину Ричарду исплаћује годишњу стипендију, на шта је краљ пристао. Међутим, Ричард је свргнут са власти 1399. године и краљ је постао Хенри IV, који није повољно гледао на Изабелиног сина.
Изабела је умрла 23. децембра 1392. године, са око 37 година старости, и сахрањена је 14. јануара 1393. у доминиканској цркви у селу Кингс Ленгли, близу палате Плантагенета. Након Изабелине смрти, Едмунд од Ленглија се оженио Јованком Холанд, сестром Едмунда Холанда, четвртог грофа од Кента. Изабелина ћерка Констанца је са Едмундом живела и била је његова љубавница.
Изабела је 1379. године уведена у ред витезова Подвезице.

## Наследници
Изабела и Едмунд од Ленглија су имали троје деце:
- Едвард од Норвича, други војвода Јорка, (c. 1373 – 25. октобра 1415. године) који се прво оженио Беатричом од Португала, али је тај брак поништен. Потом се оженио Филипом Мохун, трећом ћерком Јована Мохуна, другог лорда Мохуна (c. 1320 – 15. септембра 1375. године), и Јованке Бургхерш, ћерке Бартоломеја Бургхерша, трећег барона Бургхерша (c. 1304 – 3. августа 1355. године). Едвард је имао многа административна задужења и учестововао је у војним походима током владавина Ричарда II, Хенрија IV и Хенрија V. Погинуо је у бици код Аженкура 25. октобра 1415. године.[8]
- Констанца од Јорка (c. 1374 – 28. новембра 1416. године), која се удала за Томаса Диспенсера, првог грофа Глостера (22. септембра 1373 – 16. јануара 1400. године), који је био трећи син Едварда Диспенсера и Елизабете Бургхерш. Током овог брака, Констанца је родила сина Ричарда, као и две ћерке, Елизабету и Изабелу.[1] Била је умешана у заверу против Едмунда Мортимера у фебруару 1405. године, у коју је умешала и свог брата Едварда. Након смрти мужа, била је или верена за Едмунда Холанда, четвртог грофа од Кента (9. јануар 1382 – 15. септембар 1408. године), или је била његова љубавница. Са њим је добила ћерку Еленор Холанд.[1]
- Ричард од Конисбурга, трећи гроф Кембриџа (1385 – 5. август 1415. године), који се оженио Аном Мортимер. Обезглављен је 5. августа 1415. године због учешћа у Саутемтонској завери.

## Шекспир и Изабела од Кастиље
У петом чину Шексипоровог Ричарда II, током Богојављенског устанка, у децембру 1399. године, Изабела је жива, иако је то историјски нетачно.